# Maudacher Bruch

Das Bruch aus der Luft

Das Maudacher Bruch (mit langem [uː], zu dem Wort „Bruch“ für „Feuchtgebiet“) ist ein Landschaftsschutzgebiet in der Stadt Ludwigshafen am Rhein und ein ehemaliger Altrheinarm, der bereits um 900 vor Christus vom Rhein abgetrennt wurde.

## Lage und Größe

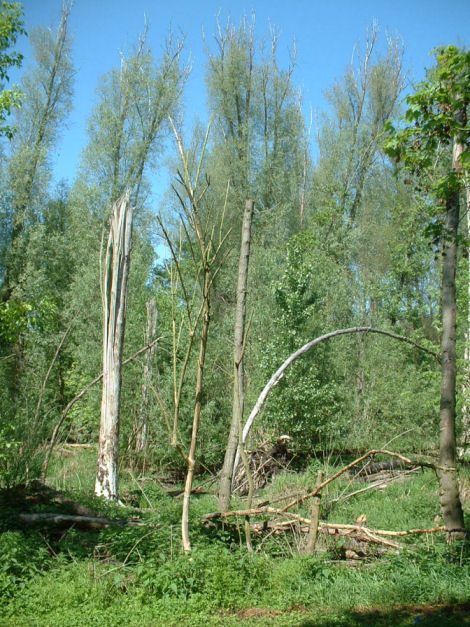
Bruchlandschaft

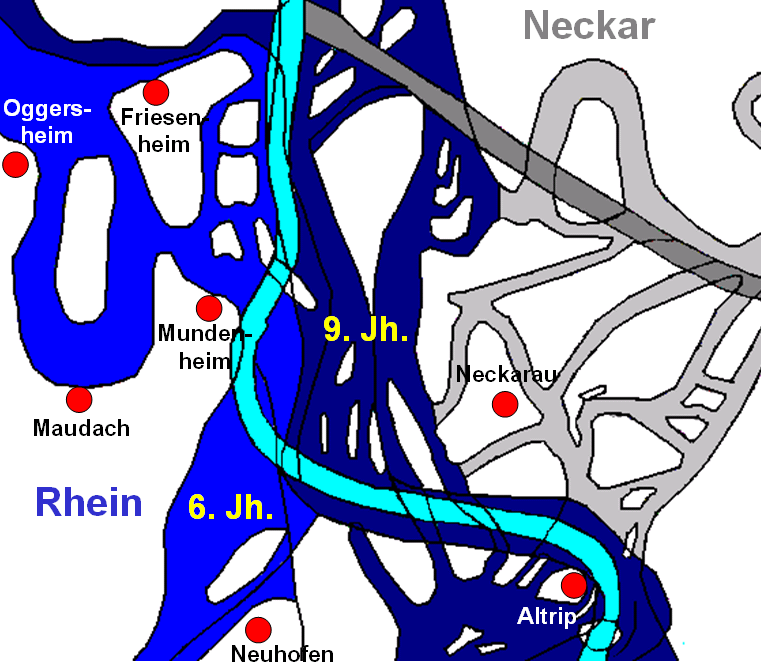
Lage an einer ehemaligen Rheinschlinge

Das Maudacher Bruch zieht sich in der Form eines Hufeisens zwischen den Stadtteilen Ludwigshafen-Gartenstadt, Oggersheim und Maudach der Stadt Ludwigshafen am Rhein entlang.
Das Bruchgelände umfasst eine Fläche von 523 Hektar mit einer Breitenausdehnung von rund 300 bis 500 Meter, einer Längenausdehnung von fünf Kilometer. Dabei erstreckt er sich auf den Gemarkungen Maudach, Oggersheim und Mundenheim, wobei auf Maudach rund 90 Prozent der Gesamtfläche entfallen.

## Geschichte

### Name
Das Wort Bruch ist verwandt mit brook, angelsächsisch für Bach oder Fluss, und wird heute für eine feuchte Wiese, einen Sumpf, Morast oder Moorboden verwendet.

### Ausgrabungsfunde
Bei Ausgrabungen wurde am Kreuzgraben ein Schwert gefunden. Unter einer 1,42 Meter tiefen Torfschicht lag ein Bronzeschwert der früheren Hallstattzeit. Der Mannheimer Prähistoriker Hermann Gropengießer stellte überdies durch eine Pollenanalyse fest, dass die Verlandung des Bruches rasch vor sich ging. Zu Beginn der Hallstattzeit war der Altrhein bereits verlandet.
Beim Torfstechen im 19. Jahrhundert fand man Knochen eines Mammuts, die aus der Eiszeit stammten.

### Torfabbau

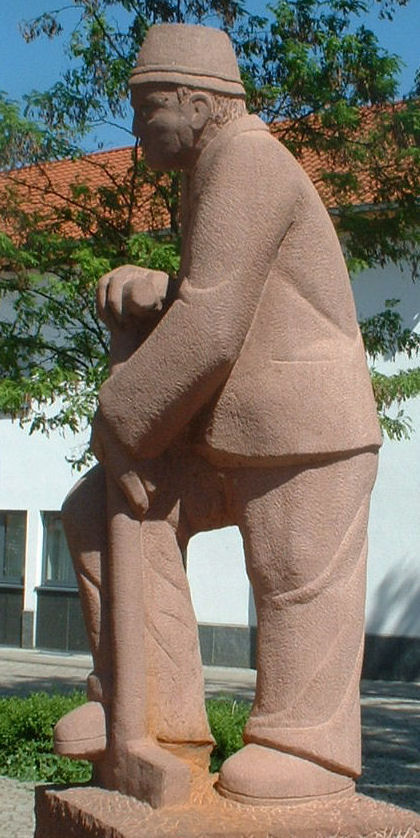
Torfstecherdenkmal in Maudach

Ursprünglich war das Gebiet eine Rheinschlinge, die schon in vorchristlicher Zeit verlandete und zum Teil trockengelegt wurde. Im Bruch wurde früher auch Torf gestochen. Deshalb ist der Torfstecher – neben dem Kiebitz – die Symbolfigur Maudachs.
Gestochen wurde der Torf im April, sobald das Wasser sich einigermaßen abgesenkt hatte. Gewöhnlich waren drei größere Gruppen von je zehn bis 20 Mann im Torfbruch tätig. Dabei musste die oberste Bodenschicht erst etwa 30 Zentimeter tief abgeräumt werden. Dann kam eine ein bis zwei Meter mächtige Torfschicht. Zwei Arbeiter betätigten die Wasserschraube und drehten an einer Kurbel, um das Druckwasser in einen Abzugsgraben zu pumpen. Über Nacht füllte sich die Vertiefung mit Wasser, weshalb die so genannten „Wassermänner“ bis zu zwei Stunden früher aufstehen mussten, meist vor 3 Uhr Morgens.
Die „Abstecher“ schnitten den Torf in gleichmäßige Prismen von der Größe eines Backsteins, den so genannten „Torfsteinen“ oder „Torfkäse“. Der Arbeitslohn und der Verkaufspreis wurde nach tausend Stück dieser „Torfsteine“ berechnet. Der Abstecher arbeitete mit einem breiten und rechteckigen Spaten und einer Latte. Ihm folgten fünf oder sechs „Stecher“, welche die Stücke unten und an der Seite abschnitten. Sie hatten ein kleines Torfmesser, das vorn an der Schneide genau so breit war, wie das Torfstück breit werden sollte.
„Kärchler“ brachten die Stücke auf einrädrigen Karren, die auf Dielen liefen, aus dem Torfloch hinaus und setzten sie zum Trocknen auf. Waren die Stücke etwas abgetrocknet, so wurden sie „geringelt“, d. h., es wurden jeweils 50 Stück so aufeinander gesetzt, dass die Luft durchziehen konnte. Diese Arbeit verrichteten die „Torfringler“. Der Torf wurde zweimal geringelt, bis er fertig war.

## Bepflanzung
Bereits kurz vor und während des Zweiten Weltkrieges wurden im Bruch Bäume gepflanzt, und zwar schnell wachsende Pappeln und Erlen im Hinblick auf eine Holzgasgewinnung für Kfz. Die Bepflanzung des Bruchgeländes mit den gleichen Baumarten wurde in den 1950er Jahren fortgesetzt. Als in den trockenen Jahren ab 1970 der Grundwasserspiegel fiel, kam es zu großen Trockenschäden an diesem Baumbestand. Hinzu kam, dass einige Bäume auch ihr biologisches Alter erreicht hatten.
Später wurde der 32 Meter hohe Schuttberg/Müllberg (Monte Scherbelino, mit 125 Metern über NN die höchste Erhebung Ludwigshafens), der ab dann Michaelsberg hieß, begrünt. Er bietet einen guten Rundumblick über die Stadt Ludwigshafen, die Vorderpfalz bis zum Pfälzerwald und die Rheinebene.
Trinkwassergewinnung
Im Maudacher Bruch liegt auch das Wassergewinnungsgebiet des Wasserwerkes Maudach/Oggersheim, das seit 1970 die Hälfte des Trinkwasserbedarfs für die Stadt bereitstellt. Gefördert und aufbereitet wird Grundwasser aus Brunnen zwischen 100 m und 200 m Tiefe.

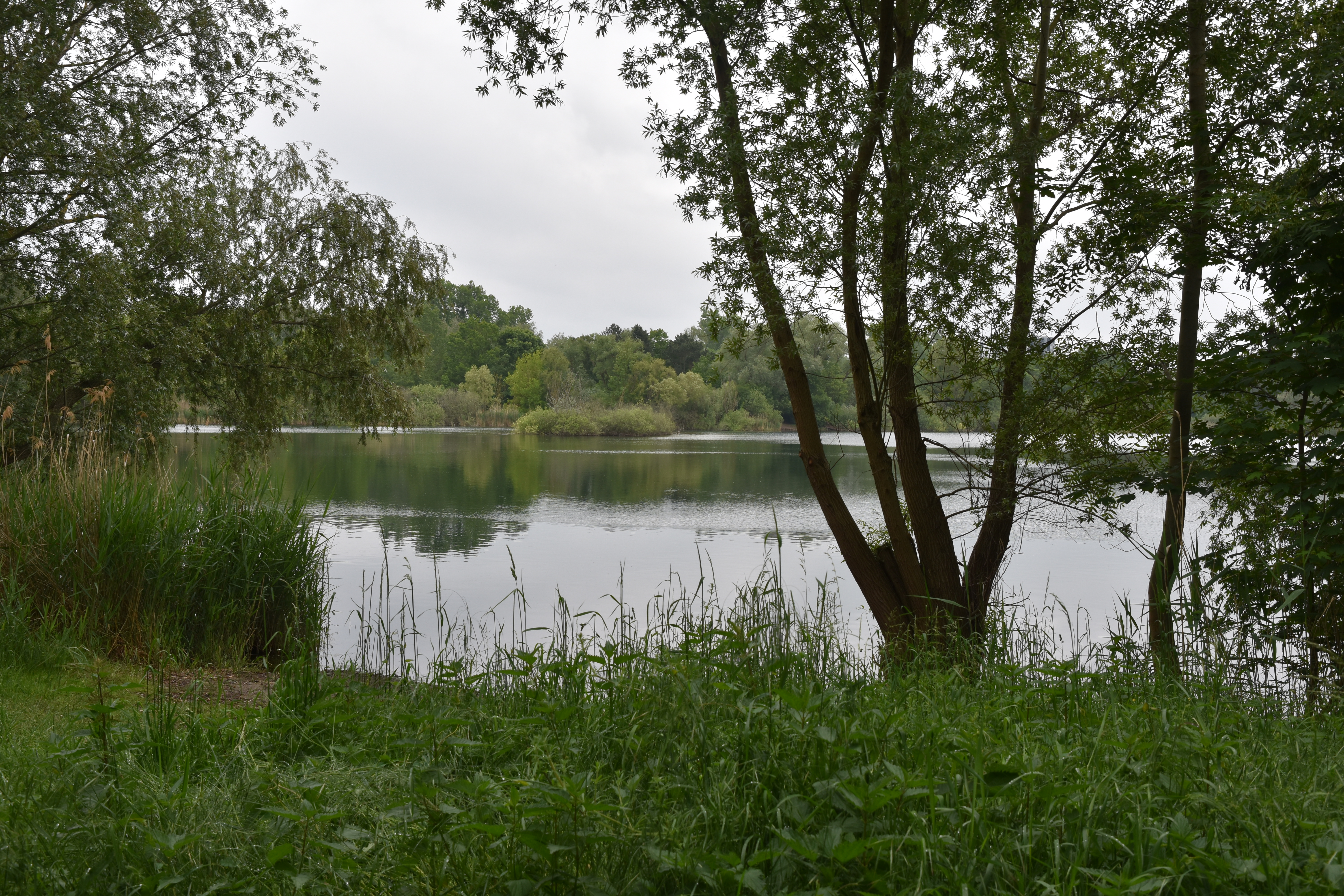
Rheinland-Pfalz, Ludwigshafen am Rhein, Landschaftsschutzgebiet 07-LSG-7314-013, Jägerweiher

## Natur
Seit die Landwirtschaft ihr Brauchwasser über Leitungen aus dem Rhein bezieht, ist der Grundwasserspiegel wieder angestiegen, wodurch die Landschaft auch wieder ihren Charakter eines Moores zurückbekam, da umgestürzte Bäume auch nicht mehr grundsätzlich entfernt werden.
Im Bruch wurden 140 verschiedenen Gras- und Staudenarten gezählt, außerdem mehr als 50 Baum- und Straucharten. Die Ornithologische Beobachtungsstation vermeldete zudem nahezu 160 Vogelarten.
Außerdem mehr als 350 Schmetterlingsarten, davon 35 Tagfalterarten.

### Pflanzen
Im Maudacher Bruch finden sich unter anderem die folgenden Pflanzen:
Schafgarbe, Sumpf-Labkraut, Moor-Labkraut, Sumpf-Vergissmeinnicht, Bitterling, Mittlerer Wegerich, Sumpf-Hornklee, Pfeilkraut, Dach-Trespe, Scharfe Fetthenne, Sand-Strohblume, Kegelfrüchtiges Leimkraut, Kelch-Steinkraut, Ohrlöffel-Leimkraut, Sprossende Felsennelke, Bunte Kronwicke.

## Aktivitäten
Das Bruch wird heute als Freizeit- und Naherholungsgebiet genutzt. Seit den 1970er Jahren befindet sich hier auch ein inzwischen verwahrloster Trimm-Dich-Pfad. Zudem finden auf dem Gelände im Sommer häufig auch Feste statt.

## Bildgalerie

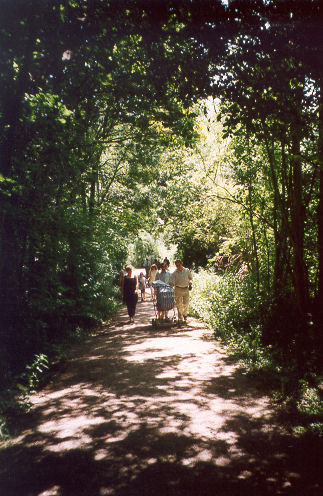
Weg im Maudacher Bruch
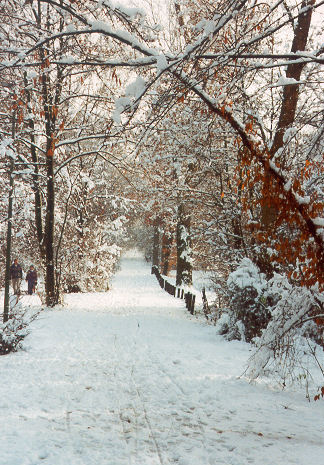
Maudacher Bruch im Winter
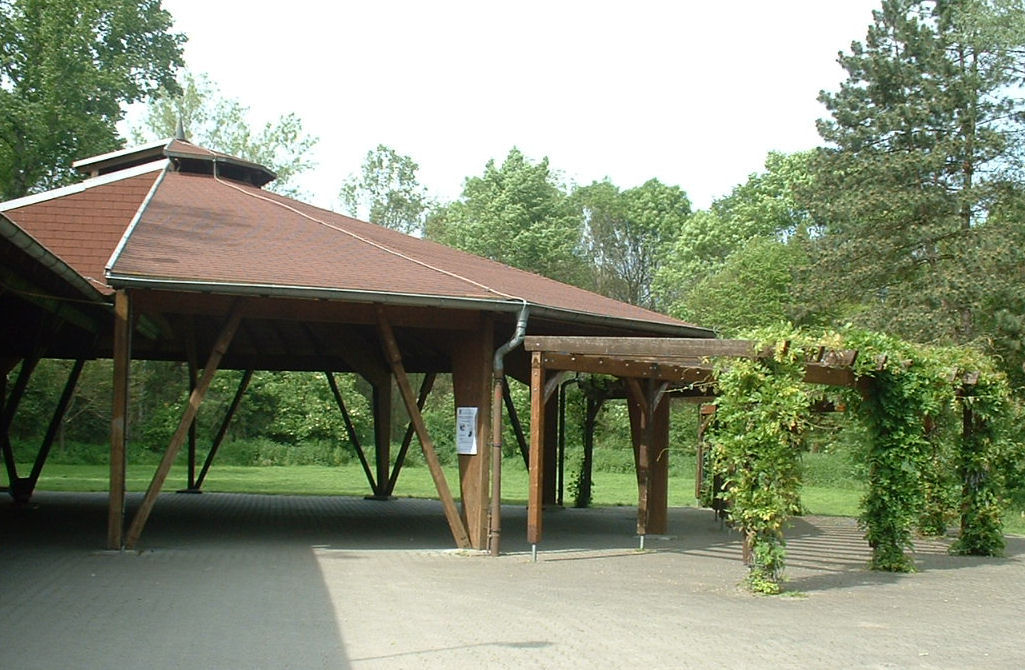
Bruchfestplatz
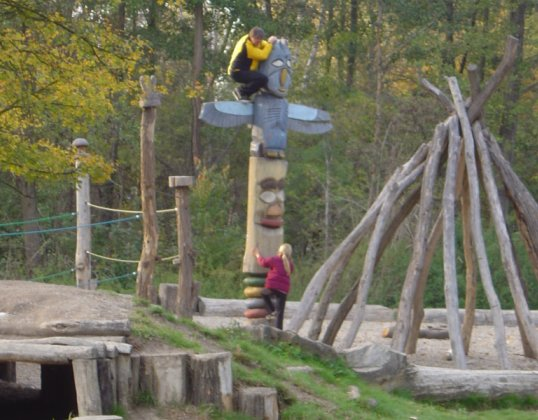
Bruchspielplatz